# Tẩu pháp
Tẩu pháp (fugue) là tiến trình nhạc Phức điệu trong đó một chủ đề được trình bày lúc ban đầu bằng mối tương quan chủ âm/át âm, sau đó được khai triển bằng kỹ thuật Đối âm. Thuật ngữ Tẩu pháp còn ám chỉ một tác phẩm âm nhạc nhiều chương (tương tự như thuật ngữ Sonata) có cấu trúc chặt chẽ, với quá trình sáng tác có tính cách luận lý (logic) và quá trình sáng tác này được mệnh danh là Luận Nhạc (composition).

## Tính chất của Tẩu pháp
Một bản tẩu pháp tổng quát có chứa một chuỗi những đoạn trình bày và những đoạn phát triển không giới hạn số lượng. Đơn giản nhất, một khúc tẩu pháp chỉ có một đoạn trình bày và một đoạn phát triển tự do. Một bản tẩu pháp phức tạp hơn gồm một đoạn trình bày và nhiều đoạn phát triển, hoặc có thêm một đoạn trình bày khác với một hoặc nhiều đoạn phát triển. Loại tẩu pháp cung thể trung tâm sẽ trình bày chủ đề không có chuyển cung ra ngoài mối tương quan chủ âm/át âm ban đầu.

## Các thành phần của Tẩu pháp

### Nhạc đề chính của Tẩu pháp và cách khởi tấu của nó
1. Nhạc đề (subject): Dòng nhạc có chứa yếu tố giai điệu/tiết tấu của tẩu pháp. Nhạc đề tiêu biểu có hai phần: phần "đầu" nhằm gây sự chú ý với khán thính giả nên không nhấn mạnh về tiết tấu hoặc quãng nhạc, còn phần "đuôi" có nhiều liên kết, nhiều hình thức tiết tấu, đôi khi có chuyển cung thể. Phần đầu và/hoặc phần đuôi có thể có tiềm năng biến tấu thành một hoặc hai nhạc tố nhỏ hơn và chúng có đặc điểm về tiết tấu và/hoặc quãng nhạc.
2. Đáp đề (answer): Nhạc đề phỏng tạo đi theo ngay sau lần trình bày thứ nhất của Nhạc đề, nằm ở một bè khác và thường được nâng cao một quãng năm. Đáp đề là một lớp con của chủ đề có mang đặc tính quãng nhạc nằm trong mối tương quan với chủ đề gốc.
  - Đáp đề Thang âm (tonal answer): một đáp đề tiêu biểu (không phải nhất định như vậy) nằm cùng bộ khóa với chủ đề. Thực hiện điều này cần phải thay đổi một vài quãng nhạc so với chủ đề. Trong một đáp đề thang âm "do" và "sol" hoán vị cho nhau: Bậc đang sử dụng là "do," trong chủ đề, trở thành "sol" trong đáp đề và ngược lại. Phân tích kỹ thuật: các chủ đề chỉ nhảy quãng trong các bậc của âm giai chủ và âm giaí át để tạo đáp đề thang âm.
  - Đáp đề Thực trạng (real answer): một đáp đề được thực hiện bằng cách dịch giọng chủ đề sang một cung khác, thông thường là cung át. Phân tích kỹ thuật: các chủ đề phải nhảy quãng đúng y như chủ đề và không nằm trong các bậc của âm giai chủ và âm giaí át để tạo đáp đề thực trạng.
3. Phản đề (countersubject): một âm hình độc lập nối trực tiếp ngay sau chủ đề hoặc đáp đề (trong cùng bè). Phản đề được thực hiện bằng phương pháp đối âm với chủ đề hoặc đáp đề đang dược phát biểu ở bè khác. Không phải mỗi bài tẩu pháp chỉ có một phản đề. Nhiều bản tẩu pháp có nhiều hơn một phản đề.
4. Chủ đề giả (false subject): Một số người dùng thuật ngữ "chủ đề giả" để miêu tả chủ đề (hoặc đáp đề) được khởi đầu nhưng không đi đến giai kết. Thuật ngữ này được dự trù cho những trường hợp chủ đề vừa xuất hiện, bị bẻ gãy ngang, và được nối tiếp ngay bằng một nét nhạc khác. Hầu hết những trường hợp chủ đề không giai kết sẽ được phát triển thành những câu nhạc "phỏng tạo".

### Các chương chính của Tẩu pháp
1. Trình bày (exposition): Chương này trình bày chủ đề với ít nhất một đáp đề và có thể có phản đề. Đặc tính của chương trình bày là chủ đề lần lượt xuất hiện ở tất cả các bè, và đáp đề (thang âm hoặc thực trạng) có liên hệ chính xác với chủ đề. Các chủ đề và đáp đề thường xuất hiện nối tiếp ngay lập tức ở các bè khác nhau, nghĩa là khi một chủ đề vừa được trình bày xong thì đáp đề xuất hiện ở một bè khác ngay lập tức. Giai kết của phần trình bày cỏ thể được dời xuống phần Tái hiện. Chương này có thể được mở rộng bằng cách trình bày lại lần nữa với sự đảo thứ tự giữa các bè (so với lần trình bày đầu tiên) và có hoặc không thay đổi chủ đề.
  - Tái trình bày (re-exposition): phần trình bày lại, nối với phần trình bày đầu tiên, trật tự các bè được giữ nguyên giống như lần trình bày đầu tiên.
  - Đối trình bày (counter exposition): phần trình bày lại, nối với phần trình bày đầu tiên, trật tự các bè được thay đổi hoặc chủ đề thay đởi bằng biến thể đối âm củ chủ đề nguyên thủy.
  - Trình bày kép (double exposition): phần trình bày sử dụng một nét nhạc chủ đề mới (có thể không dùng thủ pháp đối âm trên chủ đề một). Nếu chủ đề mới độc đáo, thì đó là một bản ‘tẩu pháp kép’ (trường hợp có ba chủ đề khác nhau, đó là tẩu pháp kép ba).
2. Khai triển (developmental): Chương Khai triển xử lý các nhạc tố trong chương trình bày bằng những thủ pháp như Chuyển tiến, Chuyển cung thể, Chuyển ngược, Đối âm kép, Xiết chặt, Khuếch đại / Thu hẹp, Âm nền... Chương này thường kết thúc bằng một giai kết hoặc vài giai kết nối tiếp nhau. Đặc điểm của chương khai triển là chủ đề được phân đoạn hoặc biến thể bằng nhiều bút pháp khác nhau, nhưng xây dựng dần dần Chủ đề Biến cách tồn tại trong ít nhất một bè nào đó. Các chủ đề biến cách thường không nằm trong tương quan chủ âm / át âm như đoạn trình bày và được mệnh danh là "những đoạn du hứng" (divertimento). Chương Khai triển tiêu biểu không cần phát biểu chủ đề ở tất cả mọi bè.
3. Tái hiện (coda hoặc codetta): Bao gồm phân đoạn của một chương (codetta) hoặc toàn bộ tẩu pháp (coda). Các coda và codetta thường có âm hưởng dường chúng là phần thêm vào sau cấu trúc kết thúc của một chương. Chức năng của các codetta thường là chuyển cung ngược (để quay về cung thể của chủ đề chính). Không phải mọi bản tẩu pháp đều có chương này.

## Kỹ thuật sáng tác Tẩu pháp

### Biến tấu Cung thể (Tonal variation)
1. Chuyển cung (modulation): Phỏng diễn một nhạc tố ở một cung khác. Nhạc sĩ J. S. Bach thường sắp xếp các tẩu pháp của ông ở những cung gần (các cung trưởng và thứ nằm kề nhau trong vòng tròn công năng quãng năm).
2. Chuyển thể (mutation): Phát biểu chủ đề hoặc đáp đề (hoặc những chất liệu sơ cấp khác) ở "thể" ngược lại. Thí dụ chủ đề ban đầu ở thể thứ (minor) và chủ đề sau ở thể trưởng (major) thì gọi là "chuyển thể".

### Biến tấu Đối âm (Contrapuntal variation)
1. Xiết chặt (stretto): Nhạc tố ở bè thứ nhì xuất hiện trước khi nhạc tố ở bè thứ nhất kết thúc. Nhạc tố có thể là chủ đề, đáp đề, phản đề, hoặc những phỏng diễn khác phát xuất từ giai điệu / tiết tấu.
2. Khuếch đại / Thu hẹp (augmentation/diminution): Phát biểu nhạc tố với tiết tấu được tăng đôi hoặc chia đôi.
3. Âm nền (pedal point): duy trì liên tục một cao độ, thường là âm trầm, tạo nên sự luân phiên giữa hoà âm thuận và hoà âm nghịch với các bè bên trên. Tẩu pháp rất thường sử dụng âm nền.
4. Chuyển ngược (retrograde): (ít thấy) Phát biểu các nốt của nhạc tố "ngược trật tự".
5. Nghịch đảo Giai điệu (melodic inversion): (contrary motion) Phát biểu nhạc tố với các quãng nhạc đi "ngược hướng" với nhạc tố nguyên thủy. Nếu tính chất của các quãng nhạc được giữ nguyên thì chuyển hành được gọi là "đối xứng qua gương".
6. Chuyển tiến (sequence): Lặp lại nhạc tố ở "cao độ khác", bước cao hơn hoặc thấp hơn. Mỗi câu lặp lại được gọi là một "bước tiến". Chuyển tiến mà mỗi bước tiến tự nó có chứa một mẫu chuyển tiến được gọi là "làm tổ". Thủ pháp chuyển tiến của J. S. Bach có khuynh hướng trở thành biến tấu tiếp theo, với toàn bộ chuyển tiến bao gồm hai hoặc ba bước tiến, mỗi bước tiến có chứa hai hoặc ba đơn vị phụ trợ. Thí dụ: kỹ thuật chuyển tiến trong tác phẩm bút pháp đối xứng qua gương trong Nghệ thuật Tẩu pháp. Phần Chuyển tiến tự thân xuất hiện trong Chương Trình bày và có tiềm năng để khai triển.
7. Nghịch đảo Đối âm (contrapuntal inversion): Phỏng diễn tay đôi hoặc tay ba. Tái hiện từng cặp bè (Đối âm kép đôi) hoặc ba bè (Đối âm kép) trong đó những bè đã xuất hiện sẽ được phân bố lại "khác thứ tự", nhờ đó tương quan quãng nhạc sẽ tạo nên sự thay đổi.

### Thể loại Nghịch đảo Đối âm
1. Đảo Quãng Tám: Quãng Bốn trở thành Quãng Năm, đồng âm trở thành Quãng Tám... Trong khi âm thanh quãng bốn song song, không thể đối âm nghịch đảo, và phỏng diễn tay đôi theo Quãng Tám phải tránh điều này. Xem bài Canon per Augmentationem in contrario Motu trong tác phẩm Art of Fugue là thí dụ về Đối âm Kép quãng tám.
2. Đảo Quãng Mười (8va+3rd): các bước chuyển hành song song được tránh. Bởi vì bước song song ở nguyên vị thì được chấp nhận (vd: Q3 & Q6), nhưng sau khi nghịch đảo thì bị phạm lỗi (Q8 & Q5). Xem bài Canon alla Decima trong tác phẩm Art of Fugue.
3. Đảo Quãng Mười Hai (8va+5th): Ngoại trừ Quãng ba, chuyển hành song song bị phạm lỗi sau khi nghịch đảo Quãng Mười Hai. Tuy nhiên, trong bài Canon alla Duodecima của tác phẩm Art of Fugue (có đặc tính của loại phỏng diễn tay đôi) tác giả sử dụng nhiều quãng ba song song.

### Cách tính kiểu Nghịch đảo Đối âm
1. Xác định quãng nào ở bè trầm sẽ được đảo lên.
2. Xác định quãng nào ở bè cao sẽ được đảo xuống. Lưu ý: nếu bè nào được dự trù để thay đổi, bè cao sẽ trở nên thấp hơn và ngược lại, khi đó nghịch đảo đối âm không diễn ra được.
3. Nếu bước một và hai ở từng bát độ riêng, khi đó đối âm kép là một quãng tám. Ngoài ra, lấy kết quả của bước một và hai, trừ cho 1.

### Cách tính Quãng sau khi nghịch đảo
1. Đối âm Kép @8va: Trừ 9 cho quãng nguyên thì tìm được quãng đảo. Thí dụ: quãng bốn đảo thành quãng năm.
2. Đối âm Kép @10th: Trừ 11 cho quãng nguyên thì tìm được quãng đảo. Thí dụ: quãng bốn đảo thành quãng bảy.
3. Đối âm Kép @12th: Trừ 13 cho quãng nguyên thì tìm được quãng đảo. Thí dụ: quãng bốn đảo thành quãng chín.